# Temple gallo-romain d'Ursins
Le temple gallo-romain d'Ursins est un édifice cultuel antique de type fanum  peut-être dédié à Mercure qui s'inscrit dans le contexte plus large d'un site archéologique de Suisse, situé sur le territoire de la commune vaudoise d'Ursins.
Construit au Ier siècle apr. J.-C., il est fréquenté jusqu'au IVe siècle. Ses structures servent de base pour édifier une église au tout début du XVIIIe siècle. Ce sanctuaire est classé comme bien culturel suisse d'importance nationale.

## Localisation et contexte archéologique

Plan du site antique.

Ursins se situe dans le district suisse du Jura-Nord vaudois, à quelques kilomètres de la pointe sud-ouest du lac de Neuchâtel et d'Yverdon-les-Bains, ville connue dans l'Antiquité sous le nom d'Eburodunum. La pente sur laquelle est implanté le site antique d'Ursins descend vers le nord-ouest et la vallée de l'Orbe.
Ursins compte, au temps de la Rome antique, le fanum situé sous l'église, le plus anciennement connu et qui semble dominer le site dont la superficie pourrait atteindre une vingtaine d'hectares. Les photographies aériennes révèlent également la présence, dans les champs à l'ouest et au nord-ouest du bourg, de deux autres temples à plan centré, d'un complexe thermal et d'autres bâtiments à l'affectation non connue ; des tuiles et d'autres types de mobilier archéologique sont recensés dans le même secteur. L'existence éventuelle d'un théâtre ou d'un amphithéâtre, résultant de l'interprétation d'un plan du XIXe siècle, n'est pas vérifiée sur le terrain ; il pourrait être localisé au nord-est de l'église.

## Histoire et études archéologiques

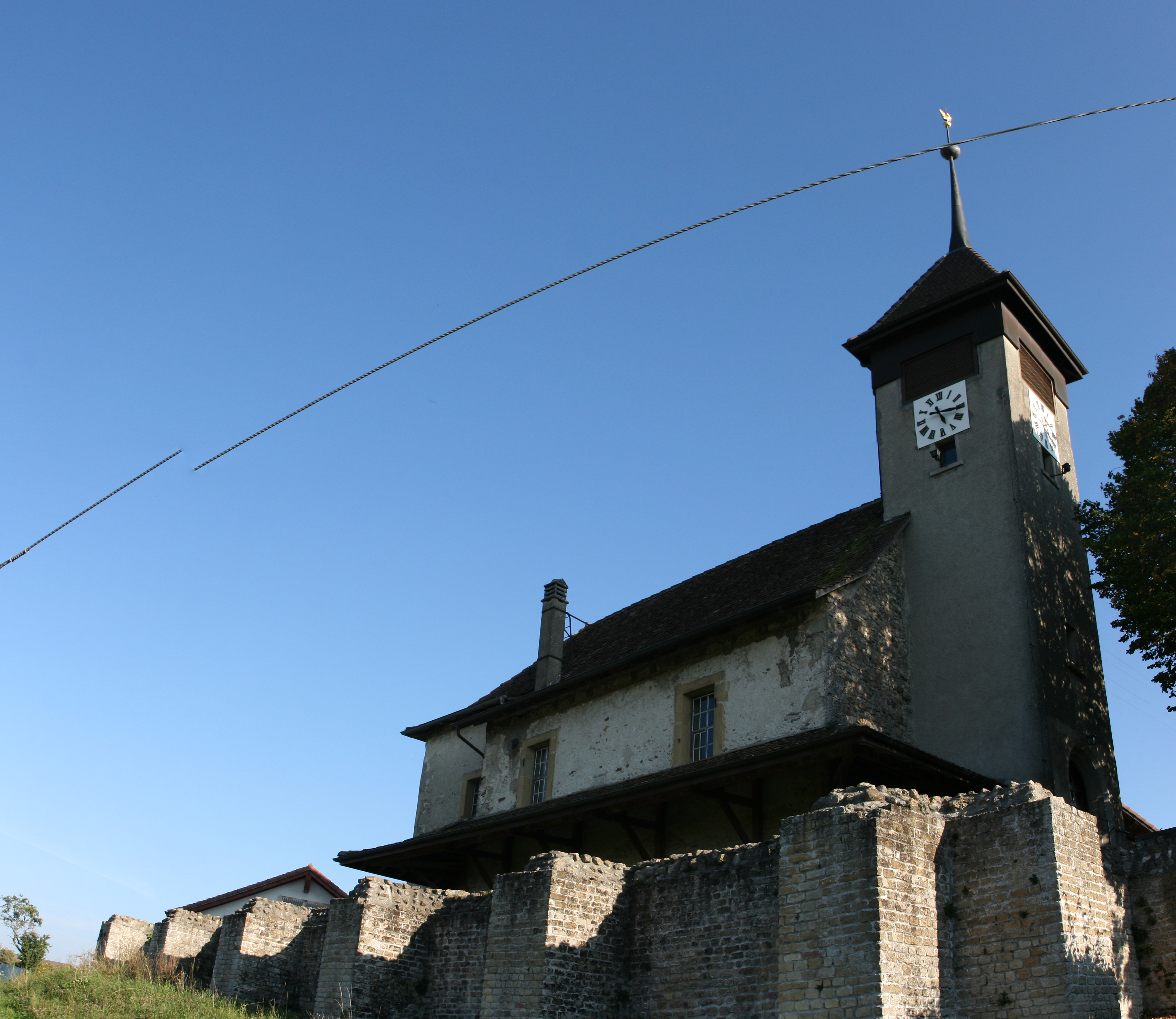
L'église et le mur nord du temple.

Il est acquis que le site d'Ursins, à l'époque antique, ne se limite pas au seul fanum situé sous l'église, mais seul ce monument a pu faire l'objet d'une proposition de datation.
À cet emplacement, un premier temple est construit au début de notre ère, sans doute en matériaux périssables. Il est remplacé, quelques décennies plus tard, par un fanum maçonné. Ce dernier semble abandonné au IVe siècle.
La vocation cultuelle du site se perpétue au fil des siècles : l'ancien temple sert de base à une église consacrée à saint Nicolas construite au Moyen Âge puis à un temple réformé qui la remplace en 1702, après que de premières fouilles y ont été conduites par Guillaume Fabri de Hilden en 1608. Cette réutilisation d'un lieu de culte antique dans un édifice chrétien s'observe sur plusieurs sites, en Suisse notamment.
De 1908 à 1010, Albert Naef fouille le site et restaure le fanum dont il a identifié la nature et la fonction. Il construit notamment un auvent pour protéger les murs de la cella. En 1927 David Viollier, auteur d'une carte archéologique du canton de Vaud, pense que le temple est dédié à Mercure.
Au début de l'année 2000, les plans du site sont découverts à Genève. Grâce à ces plans et la sécheresse qui sévit lors de l'été 2003, des photos aériennes sont prises permettant de découvrir les fondations de deux autres temples, également de type fanum, ainsi que d'autres structures à l'ouest du village.
Le sanctuaire romain est classé comme bien culturel suisse d'importance nationale.

## Description

Plan schématique du temple.

Le mur de soutènement qui entoure l'édifice actuel est un réaménagement de celui qui supportait auparavant le mur de la galerie périphérique du temple romain, mis au jour lors de travaux de restauration menés en 1908-1910 par Albert Naef.
La cella est construite sur un plan rectangulaire, plus longue (10,10 m) que large (8,50 m). Ses murs en petit appareil de moellons calcaires sont épais de 1,25 m, excepté le mur occidental qui mesure 2,15 m d'épaisseur, évoquant des aménagements spécifiques sur cette face interne de la cella (banquette ou niches).
La galerie périphérique mesure 18,90 m de large pour 21,80 m de long. son mur oriental est épaissi sur une partie de sa longueur, peut-être pour ménager un escalier d'accès à la plateforme du temple.
L'ensemble est établi sur une plateforme dont les murs de soutènement est et nord, les plus élevés, sont scandés par des contreforts. Les murs sont également ceux de la galerie périphérique. S'il est attesté que les contreforts sont présents sur la partie basse des murs pour des raisons de solidité, il n'est pas exclu qu'ils s'élèvent, cette fois pour des motifs esthétiques, sur toute la hauteur.

## Cultes et divinités
Le mobilier archéologique retrouvé à Ursins (objets votifs, statuettes) ainsi que des inscriptions lapidaires en remploi dans les murs de l'église suggèrent des cultes voués à Mercure et à Mars Caturix (dieu de la guerre chez les Helvètes). Toutefois, ce mobilier n'est pas systématiquement retrouvé dans ou à proximité du temple ; d'autre part, la présence d'autres édifices cultuels à Ursins incite à ne pas attribuer arbitrairement une dédicace à une divinité précise pour l'un ou l'autre de ces temples.